# Антильский пилохвост
Анти́льский пилохво́ст (лат. Galeus antillensis) — вид рода пилохвостов, семейства кошачьих акул (Scyliorhinidae). Встречается у дна на глубине 230—702 м в северо-западной части Атлантического океана. Размножается, откладывая яйца. Рацион составляют ракообразные. Максимальный размер 33 см.

## Таксономия
В 1927 году Джон Т. Николс изАмериканского музея естественной истории описал антильского пилохвоста как Pristiurus arae в выпуске «American Museum Novitates». Он назвал вид в честь траулер «Ара», на котором у берегов Майами-Бич 31 марта 1926 года были пойманы первые два экземпляра, представлявшие собой неполовозрелых самок длиной 16 см. Позже авторы признали Pristiurus младшим синонимом Galeus. Galeus antillensis и Galeus cadenati рассматривались как подвид Galeus arae, пока в 1998 и 2000 гг не были опубликованы данные об их таксономических отличиях. Galeus mincaronei, Galeus springeri и антильский пилохвост образуют комплекс видов.

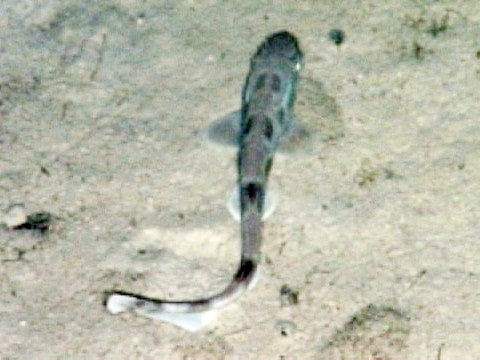

## Ареал и среда обитания
Хотя в полной мере ареал антильского пилохвоста ещё предстоит документально определить, вероятно, он не пересекается с ареалами Galeus antillensis и Galeus cadenati. Северная популяция обитает от побережья Северной Каролины до Кубы, и от полуострова Юкатан до дельты реки Миссисипи. Южная популяция распространена в Карибском море у побережья Гондураса, Никарагуа и Коста-Рики.

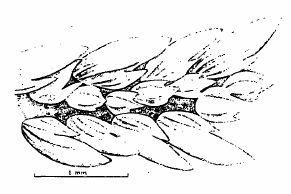
Чешуйчатый гребень антильского пилохвоста.

Антильский пилохвост является донной рыбой, обычно населяющей континентальный и островной склон, изредка поднимаясь на шельф. Это многочисленный, но встречающийся неравномерно вид. В некоторых районах насчитывают сотни акул, а в других их вообще нет. Акулы северной популяции были зарегистрированы на глубине 36—732 м, а их южные сородичи — на глубине 338—631 м. Антильские пилохвосты поднимаются ближе к поверхности в более высоких широтах, предположительно, это объясняется тем, что для них температура играет большую роль, чем глубина. Эти акулы предпочитают температуру в пределах 5,6—11,1 °C. И взрослые и неполовозрелые пилохвосты встречаются на глубине до 450 м (1480 футов), но взрослые, как правило, опускаются глубже.

## Описание
Максимальная длина 33 см. У Galeus arae тонкое, твёрдое тело и слегка уплощённая голова. Рыло довольно длинное и заострённое. Овальные глаза вытянуты по горизонтали, они оснащены рудиментарным третьим веком, позади глаз имеются крошечные дыхальца. Выступы под глазами отсутствуют. Ноздри разделены треугольными кожными складками. Рот короткий, широкий и изогнутый, по углам расположены довольно длинные борозды. Во рту имеются 59—65 верхних и 58—60 нижних зубных рядов. Каждый зуб имеет большой центральный выступ и 1—2 латеральных зубца. Есть пять пар жаберных щелей.
Основание первого спинного плавника находится над второй половиной основания брюшных плавников. Второй спинной плавник по размеру и форме схож с первым. Его основание находится над второй половиной основания анального плавника. Грудные плавники большие и широкие, с закругленными концами. Брюшные и анальный плавники низкие. Длина основания анального плавника равна примерно 10—14 % от общей длины тела, превышает расстояние между брюшными и анальным плавниками и сопоставима с расстоянием между спинными плавниками. Хвостовой плавник имеет небольшую нижнюю лопасть и вентральную выемку возле кончика верхней лопасти. Тело покрыто мелкими, перекрывающими друг друга плакоидными чешуйками, каждая из которых имеет форму листовидной короны с горизонтальным хребтом и тремя маргинальными зубчикам.5 На передней части дорсального края хвостового плавника имеется характерный пилообразный гребень, сформированный крупными чешуйками . Окрас желтовато-коричневый с мраморным рисунком из менее, чем 11 тёмно-коричневых седловидных пятен вдоль спины и хвоста. У некоторых особей имеются отметины, образующие горизонтальные полосы, а у самых крупных экземпляром по бокам есть круглые пятна. Брюхо ровного беловатого цвета. Внутренняя поверхность рта окрашена в тёмный цвет.

## Биология и экология
Антильские пилохвосты питаются креветками. Возможно, они собираются в значительные стаи. Первоначально ошибочно полагали, что они размножаются безплацентарным живорождением, но более поздние исследования подтвердили, что на самом деле этот вид является яйцекладущим. Взрослые самки имеют один функциональный яичник справа и две функциональные маточные трубы. Одновременно в каждом яйцеводе созревает по одному яйцу. Яйца заключены в жесткие колбовидные капсулы, имеющие 4,9—5,1 см в длину, 1,2—1,4 см в ширину в верхней и 1,6 см в нижней части. Закругленные верхние углы капсулы снабжены закрученными усиками. Нерестилища этой акулы могут быть расположены на каменистом дне. Самцы и самки достигают половой зрелости примерно при длине 27—33 см.

## Взаимодействие с человеком
Антильский пилохвост не представляет опасности для человека и не имеет коммерческой ценности. Эти акулы слишком малы, чтобы быть пойманными большинством типов рыболовецких орудий, однако, они попадаются в креветочные тралы. Международный союз охраны природы (МСОП) присвоил этому виду статус сохранности «Вызывающий наименьшие опасения».